# Eric Roth
Eric Roth, född 22 mars 1945 i New York, är en amerikansk manusförfattare. 
Han belönades med en Oscar för bästa manus efter förlaga för Forrest Gump (1994).
Roth har även skrivit manus till de Oscarsnominerade filmerna The Insider (1999) och München (2005) och Oscarvinnarna Benjamin Buttons otroliga liv (2008), A Star Is Born (2018) och Dune (2021).

## Filmografi
- 1979 – Airport 80 - Concorde
- 1987 – Misstänkt
- 1993 – Mr. Jones
- 1994 – Forrest Gump
- 1997 – The Postman - budbäraren
- 1998 – Mannen som kunde tala med hästar
- 1999 – The Insider
- 2001 – Ali
- 2005 – München
- 2006 – Den innersta kretsen
- 2007 – Lucky You
- 2008 – Benjamin Buttons otroliga liv
- 2011 – Extremt högt och otroligt nära
- 2018 – A Star Is Born
- 2021 – Dune